# Stuttgarter Kartenspiel

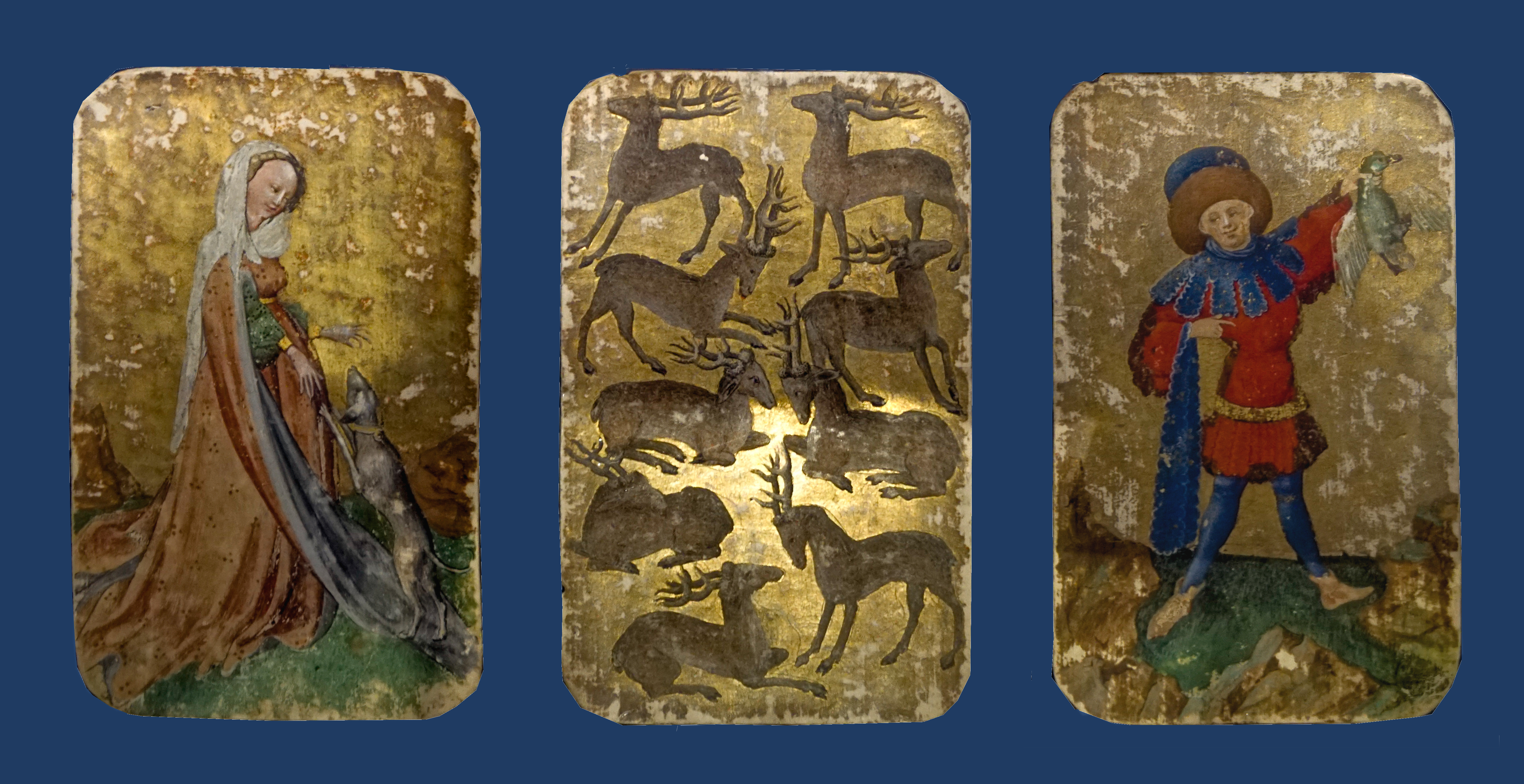
Drei Karten aus dem Stuttgarter Kartenspiel im Landesmuseum Württemberg

Das sogenannte Stuttgarter Kartenspiel gehört zu den kostbarsten Beständen des Landesmuseums Württemberg. Seine auf Goldgrund gemalten Blätter sind um 1430 als wittelsbachische Auftragsarbeit in Südwestdeutschland entstanden. Es ist das weltweit älteste erhaltene Kartenspiel, bestehend aus 49 von ursprünglich 52 Karten in der Abmessung von 19 × 12 cm, und zeigt die vier Farben Ente, Falke bzw. Sperber, Hund und Hirsch. Es ist ein reines Vierfarbenspiel, getrennt in Damen- (Hirsch, Hund) und Herrenkarten (Ente, Falke bzw. Sperber).

## Geschichte des Stuttgarter Spiels
Das Kartenspiel ist 1427 bis 1431 entstanden und erstmals im Verzeichnis der Kunstkammer der Bayerischen Herzöge von Johann Baptist Fickler von 1598 aufgeführt. Über seinen Entstehungsort können nur Vermutungen angestellt werden.
1958 gelang Gerhard Piccard durch den Nachweis von Wasserzeichen einer Ravensburger Papiermühle auf den Spielkarten eine nicht nur zeitliche, sondern auch regionale Zuordnung in den schwäbischen Raum bis Nürnberg, Augsburg und Zürich. Von Spielkartenforschern wird das prächtig gemalte Spiel mit Künstlern in Verbindung gebracht, die Bücher illustrierten oder Altarbilder herstellten, so z. B. mit dem Umfeld der Malschule Konrad Witz in Basel. Doch ist keiner der vielen Versuche einer Zuordnung bisher wirklich gelungen.
Anders als sein Entstehungsort lässt sich sein Besitz lückenlos nachweisen: Nach Angaben des Guthschen Sammlungsinventars soll es ab 1642 dem Grafen von Helfenstein gehört haben. Die Guthsche Sammlung war vom württembergischen Rat und Kammermeister Johann Jakob Guth von Sulz in Durchhausen (1543–1616) angelegt worden und soll so berühmt gewesen sein, dass sie von Kurfürsten, Fürsten und sogar kaiserlichen Legaten besucht wurde. In den Besitz der Herzöge von Württemberg gelangte das Spiel mit der Guthschen Sammlung 1653 als Vermächtnis von Ludwig Guth von Sulz, der damit den letzten Willen seines Vaters erfüllte. Mit der Stuttgarter Kunstkammer gelangte das Kartenspiel 1927 in Staatsbesitz.

## Beschreibung
Die einzelnen Karten bestehen aus Karton, den man aus bis zu sechs Lagen Papier zusammenleimte. Die Rückseiten sind einheitlich rot bemalt mit Mennige, in das wenige Zinnoberteile gemischt wurden. Die Bilder der Vorderseite haben alle Goldgrund. Zur Herstellung wurde der Karton mit Kreidegrund bedeckt. Darauf ritzte man die Umrisszeichnung der Figuren und Landschaften. Als Unterlage für die Vergoldung wurde roter Bolus aufgetragen. Für die Vergoldung selbst benutzte man zur Einsparung an Gold statt Blattgold sogenanntes Zwischgold.
Im Ficklerschen Inventar der herzoglich-bayerischen Kunstkammer ist das Kartenspiel so verzeichnet:
Ein fueteral in buechsform mit schwarzem leder uberzogen, darauf gedruckthen und verguldthen mödelln, also auch am Schnitt, innwendig mit rotem carmesin gefuetert, darinnen liegt ein groß khartenspil von altfrenckischen gemäldt auf verguldtem grundt, anstatt der schellen, laub, herz und eichel sein hundt, vögel, hirsch und sparber gemahlt, die karten sein spannenlang und halbspännig brait.
Mit Fleischhauer wird davon ausgegangen, dass es sich hierbei um dasselbe Kartenspiel handelt, das – ohne Futteral – im Guthschen Sammlungsinventar aufgeführt wird:
Ein schönes großes sehr altes Kartenspiel mit gar hübschen Bildern von alten Trachten, auch Tieren, Vögeln und Bluomen gemalt, solle vor vielen Jahren der Grafen von Helfenstein gewesen sein.
Abnutzungsspuren der Karten lassen auf regen Gebrauch schließen, wegen ihres unhandlichen Formats wurden sie jedoch bereits im 16. Jahrhundert durch geeignetere Spielkarten ersetzt und wegen der kostbaren Ausführung in adeligen Kunstsammlungen aufbewahrt. Einzelne Karten wurden Anfang des 20. Jahrhunderts in großen Tafelwerken publiziert.
Das Kartenspiel wird in der Kunstkammer des Landesmuseums Württemberg ausgestellt.